# Negócio Jurídico Nulo
"O Negócio Jurídico é nulo quando ofende preceitos de ordem pública, que interessam à sociedade. Assim, quando o interesse público é lesado, a sociedade o repele, fulminando-o de nulidade, evitando que venha a produzir os efeitos esperados pelo agente".

## Nulidade Absoluta e Nulidade Relativa
Os Negócios Jurídicos, quando feitos em desacordo com o ordenamento vigente, são considerados inválidos. Essa invalidez é graduada de acordo com a gravidade dessa inobservância das leis. Ela pode ser:
- Relativa: é o negócio jurídico anulável. Se trata de uma violação não tão grave, que não afeta diretamente o negócio, mas as partes que dele participam. Nas palavras de Silvio de Salvo Venosa “o ato anulável é imperfeito, mas seu vício não é tão grave para que haja interesse público em sua declaração”.[3]

Assim, o Código Civil declara que, além dos casos expressamente previstos em lei, é anulável o negócio jurídico por:
I)  Incapacidade relativa do agente (art. 171, I - CC).
II) Vício resultante de erro, dolo, coação, estado de perigo, lesão ou fraude contra credores (art. 171, II - CC).
- Absoluta(negócio jurídico nulo): é o negócio jurídico nulo e aquele que nos interessa. É uma violação considerada tão grave a ponto de ser socialmente repudiado e, como consequência, o negócio é privado de todos os seus efeitos jurídicos.

O Código Civil prevê as hipóteses legais de nulidade, considerando-se nulo o ato, nos seguintes casos:
a) Celebrado por pessoa absolutamente incapaz (art. 166, I - CC);
b) For ilícito, impossível ou indeterminável o seu objeto (art. 166, II - CC);
c) O motivo determinante, comum a ambas as partes, for ilícito(art. 166, III - CC);
d) Não revestir a forma prescrita em lei (art. 166, IV - CC);
e) For preterida alguma solenidade que a lei considere essencial para a sua validade (art. 166, V - CC);
f) Tiver por objeto fraudar a lei imperativa (art. 166, VI - CC);
g) A lei taxativamente o declarar nulo, ou proibir-lhe a prática, sem cominar sanção (art. 166, VII - CC);
h) For simulado, subsistindo o que se dissimulou, se válido for na substância e na forma (art. 167 - CC). 
É possível perceber que os incisos I, II, IV e V do art. 166 do Código Civil estão ligados ao art. 104, que trata dos requisitos de validade do Negócio Jurídico: "I - agente capaz; II - objeto lícito, possível, determinado ou determinável; III - forma prescrita ou não defesa em lei".
O Negócio Jurídico Nulo não se convalida com o tempo (art. 169 do Código Civil) e nem pode ter sua nulidade suprida pelo Juiz, ainda que a requerimento das partes (art. 168, parágrafo único). O juiz pode, ainda, declarar a nulidade do negócio de ofício, uma vez que não é necessário o requerimento das partes.

### Negócio Jurídico Nulo x Negócio Jurídico Anulável
| Negócio Jurídico Nulo                                               | Negócio Jurídico Anulável                     |
| Viola o interesse público                                           | Viola o interesse particular                  |
| Pode ser declarado de ofício pelo juiz                              | Não é declarado de ofício pelo juiz           |
| Ação declaratória                                                   | Ação desconstitutiva                          |
| Não pode ser convalidado                                            | Pode ser convalidado                          |
| Imprescritível, podendo sua nulidade ser arguida a qualquer momento | A invalidade deve ser arguida dentro do prazo |
| Pode ser alegado por qualquer interessado                           | Pode ser alegado apenas pelo prejudicado      |
| Efeito Ex Tunc                                                      | Efeito Ex Nunc                                |

## Nulidade Total e Nulidade Parcial
- Nulidade Total: atinge todo o negócio jurídico.

- Nulidade Parcial: atinge apenas parte do negócio jurídico, não prejudicando sua parte válida se esta for separável (regra da incomunicabilidade que se baseia no princípio da conservação do negócio jurídico).[7]

## Nulidade Textual e Nulidade Implícita
- Nulidade Textual: aquela que vem expressa na lei (ex.: "É nulo o negócio jurídico simulado..."

- Nulidade Implícita: pode ser deduzida por expressões utilizadas pelo legislador, como "não podem", "não se admitem" etc.[7]